# Ziusudra
Ziusudra (starobabilonsko   𒍣𒌓𒋤𒁺 zi-ud-su₃-ra2, novoasirsko 𒍣𒋤𒁕 zi-sud-da, grško Ξίσουθρος, Ksisutros) Šurupaški je bil po Seznamu sumerskih kraljev (dopolnjena izdaja WB-62) zadnji sumerski kralj pred vesoljnim potopom, ki je vladal okoli 2900 pr. n. št. Kasneje se pojavlja kot junak v sumerskem mitu  o stvaritvi in v Berosusovih  spisih kot Ksisutros. 
Ziusudra je eden od več protagonistov bližnjevzhodnih mitov o potopu, vključno z Atrahasisom, Utnapištimom in svetopisemskim Noetom. Čeprav ima vsaka zgodba o potopu svoje značilnosti, so številni ključni elementi zgodb skupni dvema, trem ali vsem štirim različicam.

## Knjižni in arheološki dokazi

### Kralj Ziusudra Šurupaški
Na Seznamu sumerskih kraljev (WB-62) je Ziusudra ali Zin-Suddu Šurupaški opisan kot sin zadnjega sumerskega kralja pred veliko poplavo. Bil je kralj in gudug (svečenik) in vladal deset sarjev (sar je 3600 let). Podatek je verjetno pisna napaka in je vladal deset let. Po tem seznamu je Ziusudra nasledil prestol od svojega očeta Ubara-Tutuja, ki je vladal deset sarjev.
Vrstice, v katerih je omenjen, se glasijo:
Potem je prišla poplava. Po poplavi se je kraljestvo spustilo iz nebes; kraljevstvo je bilo v Kišu.
Mesto Kiš je cvetelo v zgodnjem dinastičnem obdobju kmalu po poplavi, ki je arheološko dokazana s skladi rečnih sedimentov v Šurupaku (sodobni Tell Fara), Uruku, Kišu in drugod. Vsi skladi so bili z radiokarbonsko metodo datirani v obdobje okoli leta 2900 pr. n. št. Večbarvna lončenina iz obdobja Džemdet Nasr (okoli 30. stoletja pr. n. št.), ki je bilo tik pred zgodnjim dinastičnim obdobjem I, je bila v Šurupaku odkrita neposredno pod poplavnim slojem.  Pojav Ziusudrovega imena na seznamu kraljev WB-62 zato povezuje poplavo, omenjeno v treh ohranjenih babilonskih epih o potopu – eridujski Genezi,  Epu o Gilgamešu in Epu o Atra-Hasisu. Ziusudra, sumerski Noe, je bil kralj Šurupaka, kjer je prejel opozorilo o grozeči katastrofi. Njegova vloga rešitelja je skladna  z vlogo, ki je pripadala njegovemu kolegu Utnapištimu v Epu o Gilgamešu. Tako epigrafska kot arheološka odkritja dajejo dober razlog za domnevo, da je bil Ziusudra prazgodovinski vladar znanega zgodovinskega mesta z znano lego.
Domnevo, da je bil Ziusudra kralj Šurupaka, podpira XI. tablica Epa o Gilgamešu, ki v 23. vrstici Utnapištima (akadski prevod sumerskega imena Ziusudra) omenja kot "mož iz Šurupaka".

### Sumerski mit o poplavi
Zgodba o Ziusudri je znana z razlomljene tablice, napisane v sumerskem jeziku,  po pisavi datirane v 17. stoletje pr. n. št. Prvi del zgodbe govori o ustvarjanju človeka in živali ter ustanovitvi prvih mest Eridu, Bad-tibira, Larak, Sipar in Šurupak. Po manjkajočem delu se zgodba nadaljuje z opisom, kako so se bogovi odločili s poplavo uničiti človeštvo. Bog Enki, vladar podzemnega oceana sladke vode (njegov ekvivalent je babilonski bog Ea) je opozoril Ziusudro, vladarja Šurupaka, naj zgradi velik čoln. Besedilo, ki opisuje navodila za gradnjo, je izgubljeno. V nadaljevanju je opisana poplava. Grozno neurje je trajalo sedem dni, da je "ogromen čoln   premetavalo po velikih vodah",  potem pa se pojavil Utu (Sonce). Ziusudra je odprl okno, pokleknil pred njim in žrtvoval vola in ovco. Po novem manjkajočem delu se besedilo nadaljuje z opisom, da je bilo poplave očitno konec in Ziusudra se je spustil pred Ana (Nebo) in Enlila (vladarja  življenja), ki mu data "večno življenje" in ga odpeljeta v Dilmun. Preostanek pesnitve je izgubljen.

### Ksisutros
Ksisutros (grško Ξισουθρος) je helenizirano Ziusudrovo sumersko ime. Omenjeno je v spisih Belovega svečenika Berosusa, na katerega se je zelo zanašal Aleksander Polihistor pri opisovanje Mezopotamije. Med zanimive značilnosti te različice mita o poplavi spada prepoznavanje sumerskega boga Enkija v grškem bogu Kronosu,  očetu boga Zevsa. Druga zanimivost je trditev, da je Ziusudrova barka iz trsja preživela vsaj do Berosusovih dni v Korkirskih gorah v Armeniji. Ksisutros je opisan kot kralj, sin enega od Ardatov, ki je vladal osemnajst sarov (v akadščini šarov), kar bi pomenilo 64.800 let. Sar ali saros je astrološki izraz, opredeljen kot 222 luninih mesecev z 29,5 dnevi ali 18,5 luninih let, kar je enako 17,93 sončnih let.

### Drugi viri
Ziusudra je omenjen tudi v drugih staroveških virih, vključno s pesnitvami Gilgameševa smrt, Zgodnji vladarji  in kasnejši različici Šurupaških navodil.